# Thiên thạch Chelyabinsk
Ngày 15 tháng 2 năm 2013, một thiên thạch đã bay vào bầu khí quyển Trái Đất trên bầu trời nước Nga và đã trở thành một quả cầu lửa. Nó bay với vận tốc 54.000 kilômét trên giờ (34.000 mph), gấp 44 lần vận tốc âm thanh, bay qua bầu trời khu vực Ural phía Nam và phát nổ ở phía trên tỉnh Chelyabinsk. Vật thể phát nổ ở độ cao khoảng 15 đến 25 km so với mặt đất. Theo ước tính của NASA, thiên thạch có đường kính 17 m, nặng xấp xỉ 7.700 đến 10.000 tấn và giải phóng nguồn năng lượng tương đương 500 kiloton thuốc nổ TNT, mạnh gấp 20-30 lần so với vụ nổ hai quả bom nguyên tử tại Hiroshima và Nagasaki. Thiên thạch có kích thước nhỏ hơn đáng kể so với các vật thể được theo dõi thông qua các nỗ lực hiện tại của các nhà khoa học theo dõi vật thể không gian, và đã không được người ta phát hiện trước khi nó đi vào khí quyển. Thiên thạch đã vỡ ra làm 7 vẫn thạch chính và một trong số đó đã rơi xuống một cái hồ Chebarkul đang đóng băng, tạo thành một cái lỗ có đường kính 6 m. Sóng xung kích từ thiên thạch trên bầu trời Chelyabinsk, miền trung nước Nga, khiến gần 1200 người bị thương do mảng kính vỡ. Các mảnh thiên thạch bốc cháy gây chấn động ở Chelyabinsk và một số thành phố khác trong vùng. Ít nhất 6 thành phố bị thiệt hại ở miền trung nước Nga. Liên lạc bằng di động đã tạm thời bị gián đoạn. Có tới 3.000 tòa nhà trong sáu thành phố trong khu vực bị hư hại do kết quả của vụ nổ và các ảnh hưởng. Vẫn thạch tạo ra một ánh sáng rực rỡ, đủ sáng để tạo ra bóng trong ánh sáng ban ngày trong Chelyabinsk và được quan sát ở Sverdlovsk, Tyumen, Orenburg (tỉnh), Cộng hòa Bashkortostan, và Kazakhstan.
Thiên thạch Chelyabinsk là vật thể lớn nhất được biết đã chạm vào Trái Đất kể từ khi sự kiện Tunguska năm 1908, và sự kiện như vậy đã được biết đến đã dẫn đến một số lượng lớn người bị thương. 
Thiên thạch này đâm xuống Trái Đất chỉ 15 giờ trước khi một tiểu hành tinh với tên gọi 2012 DA14 có đường kính 50 mét dự báo sẽ bay qua với khoảng cách gần với Trái Đất. Tuy nhiên, các nguồn của Nga, Cơ quan Không gian châu Âu và NASA cho rằng vụ thiên thạch rơi ở Nga không có liên hệ gì đến tiểu hành tinh vừa nêu này.

## Các báo cáo ban đầu
Cư dân địa phương đã chứng kiến các vật thể cực kỳ cháy sáng trên bầu trời ở các tỉnh Chelyabinsk, Sverdlovsk, Tyumen và Orenburg (Cộng hòa Bashkortostan) và khu vực lân cận ở Kazakhstan. Các đoạn video nghiệp dư cho thấy một quả cầu lửa chạy thành vệt trên bầu trời và một tiếng nổ bùng phát ngay sau đó. Sự kiện sao băng xảy ra lúc 09:20 giờ Yekaterinburg, vài phút sau khi mặt trời mọc ở Chelyabinsk, và vài phút trước khi mặt trời mọc ở Yekaterinburg. Vào một số thời điểm vật thể này dường như sáng hơn mặt trời mọc, và NASA sau đó xác nhận rằng sao băng này quả thật sáng hơn mặt trời.. Một hình ảnh của vật thể cũng được chụp ảnh ngay sau khi nó vào bầu khí quyển bởi Meteosat 9. Các nhân chứng tại Chelyabinsk báo cáo rằng không khí của thành phố có mùi như thuốc súng.

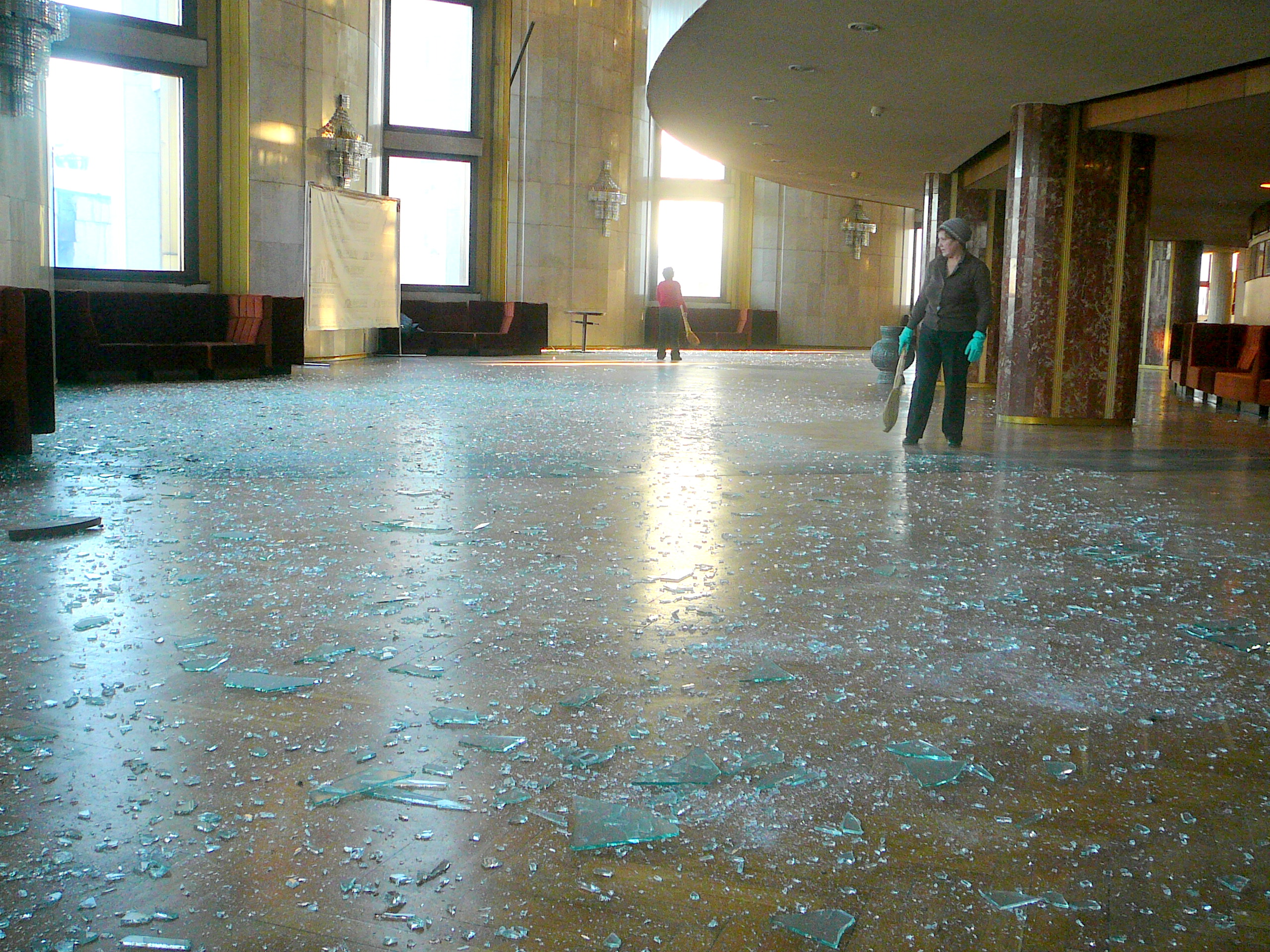
Kính cửa sổ bị vỡ
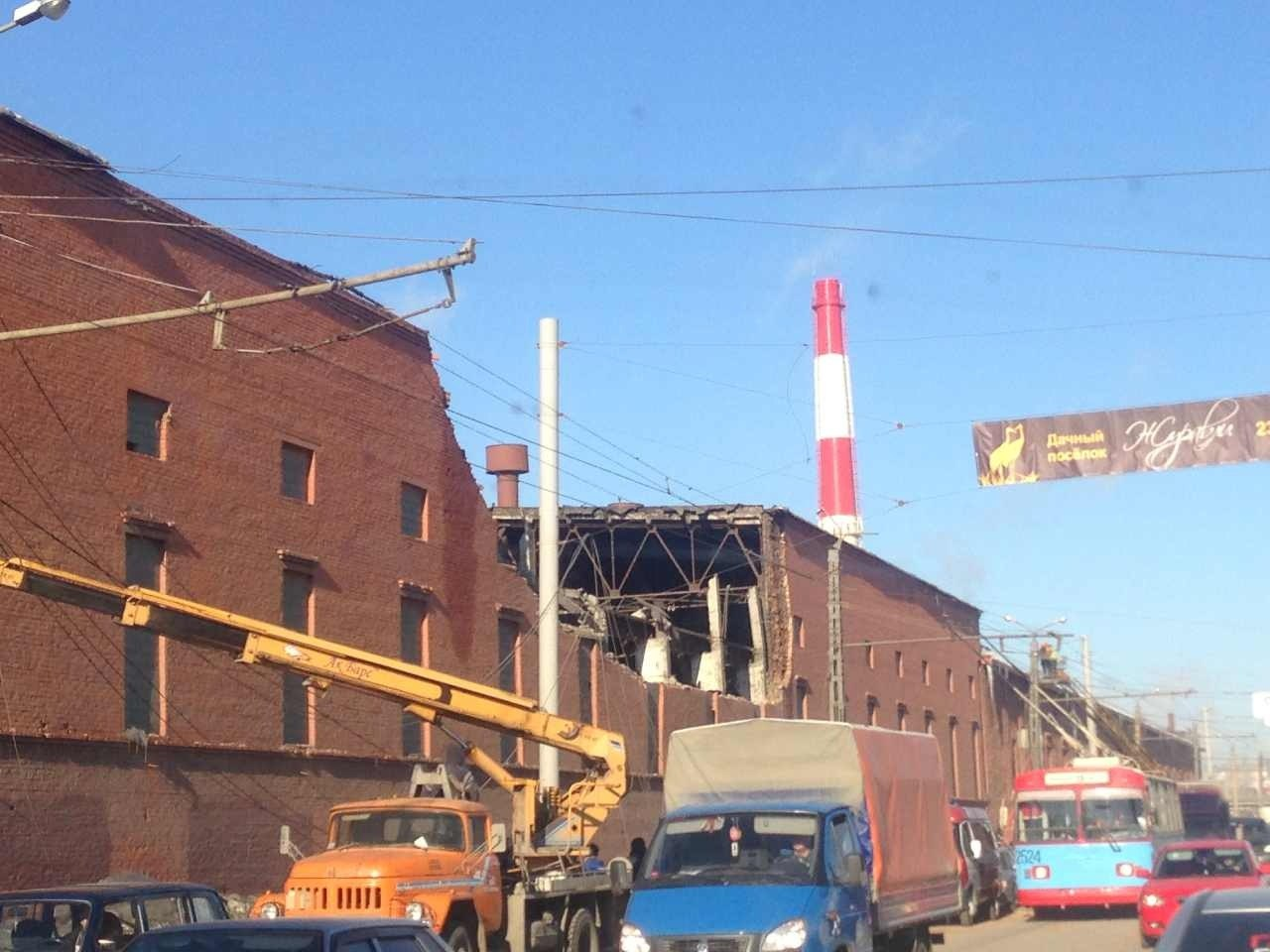
Mái nhà máy luyện kẽm bị sập
So sánh kích thước thiên thạch với những vật khác
Hình dung về thiên thạch với đường kính 15 mét, nặng 7000 tấn